# Wim Burgering
Wilhelmus Adrianus (Wim) Burgering (Barneveld, 1940) is een Nederlands politicus van de KVP en later het CDA.
Eind jaren 50 begon hij zijn carrière als technicus bij Philips in Nijmegen. Vanaf 1974 zat hij als enige KVP'er in de gemeenteraad van Barneveld. Tot twee keer toe werd Burgering afgewezen als CDA-wethouder omdat hij van katholieken huize is. In 1986 was er zelfs een scheuring in de lokale partij omdat de CHU-vleugel tegen een rooms CDA-lijsttrekker in Barneveld was. In die periode werd hij lid van de Provinciale Staten van Gelderland. In november 1991 werd hij benoemd tot burgemeester van Rijnwaarden. In november 1999 keerde Burgering terug in Barneveld als opvolger van de SGP-burgemeester Ton Hardonk. Als zodanig kreeg hij te maken met de uitbraak van mond-en-klauwzeer in 2001. Op 1 februari 2005 ging Burgering met pensioen. Vanaf april 2007 is hij nog ruim een half jaar waarnemend burgemeester geweest van de gemeente Hof van Twente als tijdelijk opvolger van Ank Bijleveld die staatssecretaris van Binnenlandse Zaken was geworden.
In juni 2011 werd Burgering voorzitter van de Commissie Regionaal Overleg (CRO) van de luchthaven Teuge.